# Unité urbaine de Saint-Joseph
L'unité urbaine de Saint-Joseph est une unité urbaine située à La Réunion et centrée sur la commune de Saint-Joseph (La Réunion).

## Données générales
En 2010, selon l'Insee, l'unité urbaine était composée d'une seule commune, Saint-Joseph.
En 2020, à la suite d'un nouveau zonage, elle est composée de deux communes, son périmètre s'étant étendu à la commune de Petite-Île.
En 2022, avec 51 912 habitants, elle représente la 6e unité urbaine du département-région de La Réunion.
En 2019, sa densité de population s'élève à 237 hab/km2.

## Composition de l'unité urbaine en 2020
Elle est composée des deux communes suivantes :
| Nom                         | Code Insee | Département | Statut       | Superficie (km2) | Population (dernière pop. légale) | Densité (hab./km2) | Modifier                                    |
| --------------------------- | ---------- | ----------- | ------------ | ---------------- | --------------------------------- | ------------------ | ------------------------------------------- |
| Saint-Joseph (ville-centre) | 97412      | La Réunion  | ville-centre | 178,50           | 38 992 (2022)                     | 218                | modifier les données · modifier les données |
| Petite-Île                  | 97405      | La Réunion  | banlieue     | 33,93            | 12 920 (2022)                     | 381                | modifier les données · modifier les données |

## Démographie
| 1968   | 1975   | 1982   | 1990   | 1999   | 2008   | 2013   | 2020   |
| ------ | ------ | ------ | ------ | ------ | ------ | ------ | ------ |
| 30 312 | 31 614 | 31 141 | 34 482 | 40 444 | 46 754 | 49 183 | 50 866 |

#### Données générales
- Unité urbaine
- Aire d'attraction d'une ville
- Aire urbaine (France)
- Liste des unités urbaines de France

#### Données démographiques en rapport avec l'unité urbaine de Saint-Joseph
- Aire d'attraction de Saint-Pierre - Le Tampon
- Arrondissement de Saint-Pierre (La Réunion)

#### Données démographiques en rapport avec La Réunion
- Démographie de La Réunion
- Liste des unités urbaines de La Réunion